# N-Acetylglutamate synthase
N -Acetylglutamate synthase (NAGS) là một enzyme xúc tác sản xuất N -acetylglutamate (NAG) từ glutamate và acetyl-CoA.
NAGS xúc tác cho phản ứng sau:
acetyl-CoA + L-glutamate → CoA + N-acetyl-L-glutamate
NAGS, một thành viên của họ enzyme N -acetyltransferase, có mặt ở cả prokaryote và eukaryote, mặc dù vai trò và cấu trúc của nó khác nhau tùy thuộc vào loài. NAG được sử dụng trong sản xuất ornithine và arginine, hai amino acid quan trọng, hoặc là một cofactor điều hòa dị lập thể cho enzyme carbamoyl phosphate synthase (CPS1). Ở động vật có vú, NAGS được tồn tại chủ yếu ở gan và ruột non, và có trong chất nền ty thể.

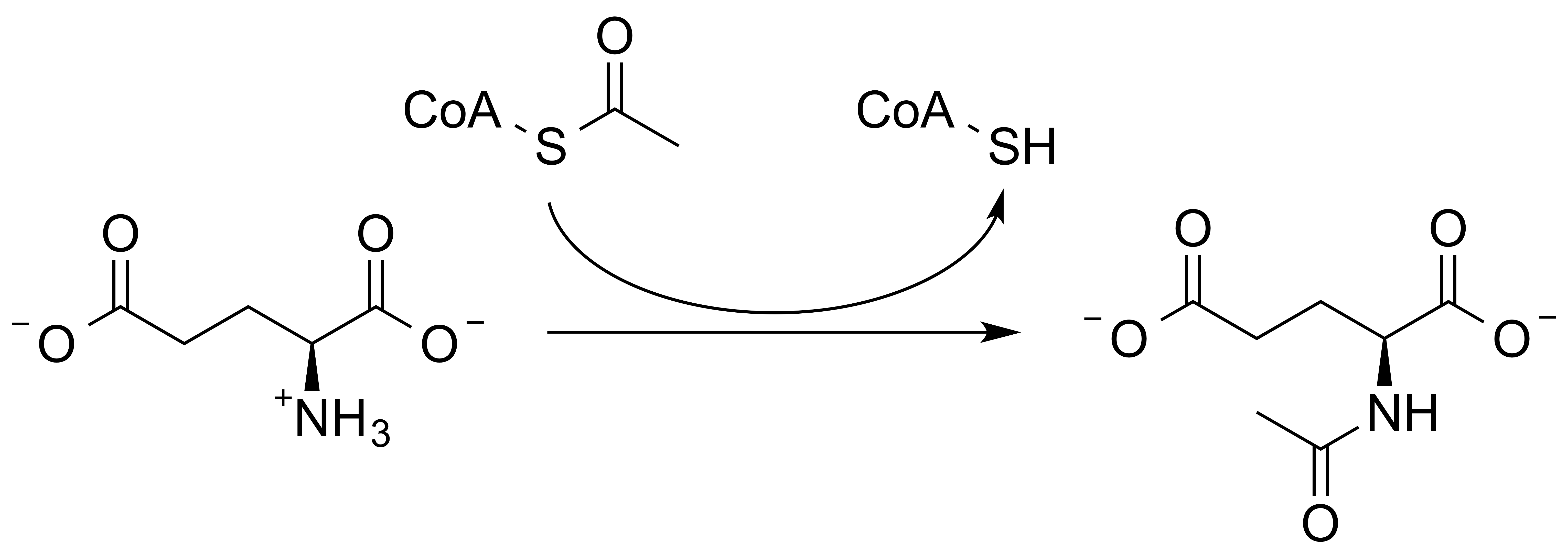
Sơ đồ phản ứng tổng thể để tổng hợp N -acetylglutamate (NAG) thông qua N -acetylglutamate synthase (NAGS)

## Chức năng sinh học
Hầu hết các prokaryote (vi khuẩn) và eukaryote bậc thấp (nấm, tảo xanh, thực vật, v.v.) tạo ra NAG thông qua enzyme orinithine acetyltransferase (OAT), là một phần của con đường sản xuất ornithine dạng "vòng". Do đó, NAGS được sử dụng trong vai trò hỗ trợ, bổ sung dự trữ NAG theo yêu cầu. Tuy nhiên, ở một số thực vật và vi khuẩn, NAGS xúc tác bước đầu tiên trong con đường sản xuất arginine dạng "tuyến tính".
Các chuỗi protein của NAGS giữa sinh vật nhân sơ, sinh vật nhân thực bậc thấp và sinh vật nhân chuẩn bậc cao đã cho thấy sự thiếu tương đồng đáng kể. Nhận dạng trình tự giữa NAGS của prokaryotic và eukaryotic phần lớn <30%, trong khi đó nhận dạng trình tự giữa sinh vật nhân chuẩn bậc thấp và bậc cao chỉ ~ 20%.

## Ý nghĩa lâm sàng
NAGS bất hoạt có dẫn đến thiếu hụt N -acetylglutamate synthase, một dạng tăng kali máu. Ở nhiều loài động vật có xương sống, N -acetylglutamate là một cofactor cần thiết của CPS1, enzyme xúc tác bước đầu tiên của chu trình urê. Nếu không có sự kích thích NAG, CPS1 không thể chuyển đổi amonia thành carbamoyl phosphate, dẫn đến tích tụ amonia độc hại. Carbamoyl glutamate hứa hẹn là một phương pháp điều trị khả thi cho tình trạng thiếu NAGS. Điều này bị nghi ngờ do sự tương đồng về cấu trúc giữa NAG và carabamoyl glutamate, cho phép carbamoyl glutamate hoạt động như một chất chủ vận hiệu quả cho CPS1.